# Ceratoserolis meridionalis
Ceratoserolis meridionalis is een pissebed uit de familie Serolidae. De wetenschappelijke naam van de soort is voor het eerst geldig gepubliceerd in 1914 door Vanhoeffen.